# 風の一秒
「風の一秒」（かぜのいちびょう）は、日本のシンガーソングライターである杉山清貴の楽曲。
表題曲は、MIZUNO「SUPER STAR」のCMソングとしてオンエアされ、1991年10月10日にワーナーミュージック・ジャパンのembarkレーベルから12枚目のシングルとしてリリースされた。
表題曲およびカップリング曲ともにオリジナル・アルバムには未収録であり、ベスト・アルバム『greatest hits.』（1991年）にてアルバム初収録となった。

## リリース
1991年10月10日にワーナーミュージック・ジャパンのembarkレーベルから、8cmCDとCTの2形態でリリースされた。

## 収録曲
| 全作曲: 杉山清貴、全編曲: 小林信吾。 |                                            |           |            |      |
| #                                    | タイトル                                   | 作詞      | 作曲・編曲 | 時間 |
| 1.                                   | 「風の一秒」                               | 松井五郎  | 杉山清貴   | 4:15 |
| 2.                                   | 「Nov.Storm 〜今年最後に来るハリケーン〜」 | 田口俊    | 杉山清貴   | 4:56 |
| 合計時間:                            | 合計時間:                                  | 合計時間: | 9:11       |      |

| 全作曲: 杉山清貴、全編曲: 小林信吾。 |                                            |           |            |      |
| #                                    | タイトル                                   | 作詞      | 作曲・編曲 | 時間 |
| 1.                                   | 「風の一秒」                               | 松井五郎  | 杉山清貴   | 4:15 |
| 2.                                   | 「Nov.Storm 〜今年最後に来るハリケーン〜」 | 田口俊    | 杉山清貴   | 4:56 |
| 合計時間:                            | 合計時間:                                  | 合計時間: | 9:11       |      |

| 全作曲: 杉山清貴、全編曲: 小林信吾。 |                                                                  |           |            |      |
| #                                    | タイトル                                                         | 作詞      | 作曲・編曲 | 時間 |
| 1.                                   | 「風の一秒」(オリジナル・カラオケ)                               |           | 杉山清貴   | 4:15 |
| 2.                                   | 「Nov.Storm 〜今年最後に来るハリケーン〜」(オリジナル・カラオケ) |           | 杉山清貴   | 4:56 |
| 合計時間:                            | 合計時間:                                                        | 合計時間: | 9:11       |      |

## 参加ミュージシャン
| 風の一秒 - SYNTH. PROGRAMMING: 小林信吾 - GUITAR: 土方隆行 - BACKGROUND VOCAL: 杉山清貴 | Nov.Storm 〜今年最後に来るハリケーン〜 - SYNTH. PROGRAMMING: 小林信吾 - GUITAR: 今剛 - BACKGROUND VOCAL: 杉山清貴 |

## リリース履歴
| No. | 日付           | レーベル                                | 規格  | 規格品番  | 備考 |
| --- | -------------- | --------------------------------------- | ----- | --------- | ---- |
| 1   | 1991年10月10日 | ワーナーミュージック・ジャパン / embark | 8cmCD | WPDL-4257 |      |
| 1   | 1991年10月10日 | ワーナーミュージック・ジャパン / embark | CT    | WPSL-4257 |      |

## タイアップ
| # | 曲名         | タイアップ                         | 出典  |
| - | ------------ | ---------------------------------- | ----- |
| 1 | 「風の一秒」 | MIZUNO SUPER STAR CFイメージソング | [ 1 ] |